# Yūji Kawamura
Yūji Kawamura (jap. 川村 有司, Kawamura Yūji) ist ein ehemaliger japanischer Skispringer. Er bestritt zwischen 1976/77 und 1980/81 jährlich die Vierschanzentournee. Dabei konnte er jedoch nie Erfolge erzielen und landete meist nur auf hinteren Plätzen. 1979 gehörte er für zudem für zwei Springen außerhalb der Tournee zum Kader für den Skisprung-Weltcup. In seinem ersten Weltcup-Springen am 27. Dezember 1979 erreichte er dabei in Cortina d’Ampezzo mit Platz 15 zugleich seinen ersten Weltcup-Punkt.  Auch im zweiten Springen in Sapporo gewann er mit Platz 14 zwei Weltcup-Punkte, sodass er am Ende der Saison gemeinsam mit Esko Rautionaho, Andreas Greiner, Albert Wursthorn und Rajko Lotrič den 92. Platz in der Weltcup-Gesamtwertung belegte. Nach der Vierschanzentournee 1980/81 beendete Kawamura seine aktive Skisprungkarriere.